# Pi2 Gruis
Título a ser usado para criar uma ligação interna é Pi2 Gruis.
Pi2 Gruis (39 Gruis) é uma estrela na direção da constelação de Grus. Possui uma ascensão reta de 22h 23m 07.79s e uma declinação de −45° 55′ 42.0″. Sua magnitude aparente é igual a 5.62. Considerando sua distância de 132 anos-luz em relação à Terra, sua magnitude absoluta é igual a 2.58. Pertence à classe espectral F3III-IV.